# Ricardo Brinzoni
Ricardo Brinzoni, argentinski general in diplomat, * 6. oktober 1945, Buenos Aires, † 24. oktober 2005.
Brinzoni je bil vrhovni poveljnik Argentinske kopenske vojske (1999–2003).